# Saveria Campo
Maria Saveria Campo (née en 1947), connue sous le nom de Saveria, est une oncologue italienne, connue pour être la première personne à avoir démontré l'efficacité d'un vaccin contre le papillomavirus.

## Parcours professionnel
Campo est diplômée summa cum laude de l'Université de Palerme en 1969, puis a obtenu un doctorat de l'Université d'Édimbourg en 1973.
De 1973 à 1976, elle a travaillé au département de génétique d'Edimbourg et de 1976 à 1981 au département de zoologie.
En 1982, elle a pris un poste à la tête du groupe de recherche sur le papillomavirus à l'institut Beatson pour la recherche sur le cancer à l'Université de Glasgow. Elle y est devenue professeur en 1992 et en 1999, elle est devenue professeur d'oncologie à l'Institut de médecine comparée de Glasgow,.
Elle a siégé au conseil d'administration du Royal Society Research Grants Scheme de 2008 à 2009.
Elle a été élue membre de la Royal Society of Edinburgh (FRSE) en 2006,.